# 隆中

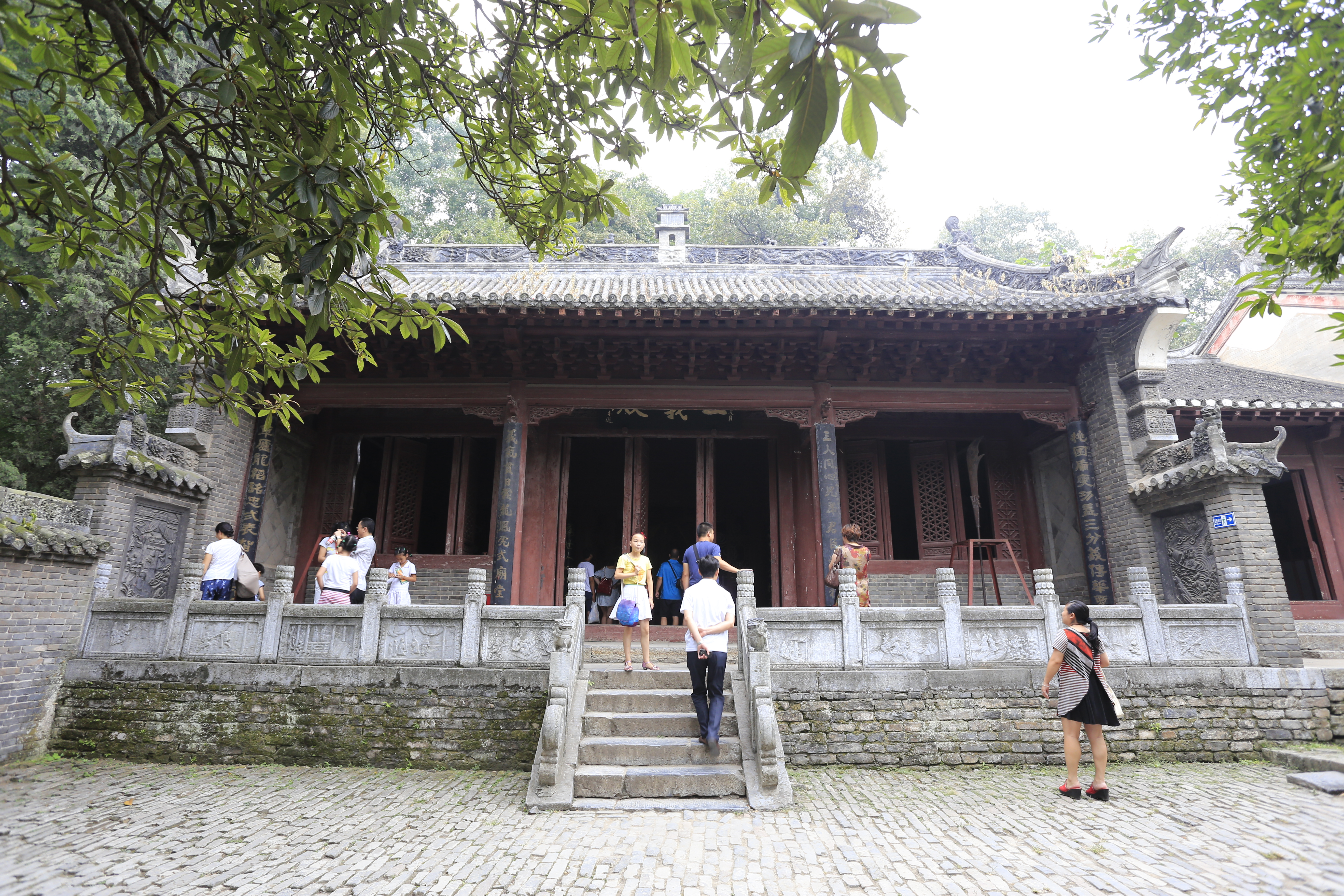
三義殿

隆中（りゅうちゅう）は、中国漢の時代から三国時代にかけての、荊州の州都・襄陽県（現在の湖北省襄陽市襄州区）から13kmの地点にある小さな村（現在の湖北省襄陽市襄城区）である。

## 概要
後漢末に若き頃の諸葛亮とその弟諸葛均が住んだ土地である。小説『三国志演義』では後に蜀漢を建国した劉備が諸葛亮を軍師として迎えるため、わざわざ諸葛亮の庵まで三回足を運んだ、三顧の礼の舞台となった場所である。ただし、三顧の礼の場所は河南省南陽市臥龍区の臥龍崗などにもある。
後世の時代になり、古隆中（こりゅうちゅう）と呼ばれるようになって、名所として整備された。中華人民共和国国家級風景名勝区（1994年認定）、中国の5A級観光地（2019年認定）である。